# 動物検知通報システム用特定小電力無線局
動物検知通報システム用特定小電力無線局（どうぶつけんちつうほうシステムようとくていしょうでんりょくむせんきょく）は、過去にあった特定小電力無線局の一種である送信機のことである。

## 定義
総務省令電波法施行規則第6条第4項第2号(13)に、
動物検知通報システム（国内において主として動物の行動及び状態に関する情報の通報又はこれに付随する制御をするための無線通信を行う無線設備をいう。)用で使用するものであつて、142.93MHzを超え142.99MHz以下の周波数の電波を使用するもの
と定義していた。

促音の表記は原文ママ

## 概要
特定小電力無線局として共通の特徴は、特定小電力無線局#概要を参照。
電波産業会（略称ARIB）が、無線設備規則第49条の14第1号及び関連告示の技術基準を含めて標準規格「ARIB STD-99 特定小電力無線局 150MHz帯動物検知通報システム用無線局の無線設備」を策定していた。
野生動物の生態調査を目的に制度化されたものであったが、技術基準改正により猟犬のドッグマーカーにも用途が拡大した。

## 技術的条件
本項は、STD-T99 2.1版（2015年7月3日）による。

| 電波型式           | 周波数                                                | 空中線電力 | 備考                               |
| ------------------ | ----------------------------------------------------- | ---------- | ---------------------------------- |
| F1D、F2D、A1D、M1D | 142.94MHz、142.95MHz、142.96MHz、142.97MHz、142.98MHz | 1W以下     | 単信方式 単向通信方式 同報通信方式 |

空中線（アンテナ）が無線機本体に装着されていなければならない。
- アンテナを外したり、給電線を使用することはできない。
- 絶対利得が2.14dB以下でなければならない。

混信防止機能
- 送信時間制限
  - 空中線電力10mW以下
    - 5秒間当りの送信時間は1秒以下。

  - 空中線電力10mW超え
    - 送信時間が600秒を超えようとするときは、送信を停止し1秒以上休止しなければ送信してはならない。
- キャリアセンス
  - 空中線電力10mW以下
    - 規定なし

  - 空中線電力10mW超え
    - 一定レベル以上の受信信号（絶対利得が2.14dBの空中線に誘起する電圧が7μV以上）があると送信を禁止すること。

基本的な使用法として
- 対向通信として、一対一の通信または一基地局と複数の子局が対向通信を行う。
- 集中基地型として、同時に複数の子局との通信および基地局を中継して子局間の通信を行う。

を想定している。また、電気通信回線と接続するものは48bitの識別信号が送信できることとしている。
チャネル番号
電波法令には規定されていないが、ARIB STD-99に次のとおり規定している。
| チャネル番号 | 周波数    |
| ------------ | --------- |
| 1            | 142.94MHz |
| 2            | 142.95MHz |
| 3            | 142.96MHz |
| 4            | 142.97MHz |
| 5            | 142.98MHz |

## 沿革
2008年（平成20年）- 特定小電力無線局の一種として制度化された。

- 当初の空中線電力は最大10mWであった。

2009年（平成21年）- 電波の利用状況調査の中で、770MHz以下の免許不要局の出荷台数が公表された。

- 以降、三年周期で公表される。

2012年（平成24年）
- 空中線電力が最大1Wに緩和された。[6]
- 電波の利用状況調査の周波数の境界が770MHzから714MHzに改められた。[7]

2016年（平成28年）- 人・動物検知通報システムと改称され定義も変更された。
2017年（平成29年）- ARIBは制度改定を受け標準規格を「人・動物検知通報システム」と改称した。
以後は人・動物検知通報システム用特定小電力無線局を参照。

### 出荷台数
| 平成20年度 | 平成21年度 | 平成22年度 | 出典                                               |
| ---------- | ---------- | ---------- | -------------------------------------------------- |
| 20         | 64         | 524        | 第2章 電波利用システムごとの調査結果（免許不要局） |
| 平成23年度 | 平成24年度 | 平成25年度 | 出典                                               |
| 591        | 1,004      | 2,856      | 第2章 電波利用システムごとの調査結果（免許不要局） |